# Notophthiracarus elizabethiensis
Notophthiracarus elizabethiensis är en kvalsterart som först beskrevs av Wojciech Niedbała 1988.  Notophthiracarus elizabethiensis ingår i släktet Notophthiracarus och familjen Phthiracaridae. Inga underarter finns listade i Catalogue of Life.